# The Tubes
The Tubes — американський рок-гурт, був популярним в кінці 1970-их на початку 1980-их.
Утворений 1972 року у Сан-Франциско. До складу гурту ввійшли: Рік Андерсон (Rick Anderson; 1 серпня 1947, Сейнт Пол, Міннесота, США) — бас; Майкл Коттен (Michael Cotten; 25 січня 1950, Канзас Сіті, Міссурі, США) — клавішні; Прейрі Прінс (Prairie Prince; 7 травня 1950, Шарлотт, Північна Каліфорнія, США) — ударні; Білл Спунер (Bill Spooner; 16 квітня 1949, Фенікс, Аризона, США) — гітара; Роджер Стін (Roger Steen; 13 листопада 1949, Пайстон, Міннесота, США) — гітара; Рі Стайлз (Re Styles; 8 березня 1950, США) — вокал; Фі Вейбілл (Fee Waybill); справжнє ім'я якого Джон Волдо (John Waldo; 17 вересня 1950, Омаха, Небраска, США) — вокал та Вінс Велнік (Vince Welnick; 21 січня 1951, Фенікс, Аризона, США) — клавішні.
Андерсон, Спунер та Велнік познайомились ще 1962 року у Феніксі, де утворили формацію The Beans (іноді музиканти представлялись як The Radar Men From Uranus). Перебравшись 1972 року до Сан-Франциско, учасники The Beans ангажували собі гітариста Роджера Стіна, ударника з гурту Red, White & Blues Пейрі Прінса та змінили назву на The Tubes. Пізніше до складу гурту також приєдналися клавішник Майкл Коттен та вокаліст Фі Вейбілл. У наступні кілька років Tubes привернули до себе увагу пародійними піснями авторства Спунера, наближеними до галасливого року, а також сюрреалістичними шоу, на яких Вейбілл видавав себе, наприклад, за інваліда-нациста Доктора Странгкісса, співака кантрі Х'ю Хейфера та «протухлого» наркомана — британську поп-зірку Квейя Льюда. 1975 року уклавши угоду з фірмою «А & М» гурт запропонував дебютний альбом «The Tubes», записаний під керівництвом Ела Купера, з якого, наприклад, походили твори «White Punks On Dope» (хіт-сингл 1977 року у британському Тор 20) та «Mondo Bondage». Однак незважаючи на дуже теплу зустріч платівки з боку музичних мас-медіа, продавалась вона не найкращим чином.
Черговому лонгплею «Young & Rich», що з'явився наступного року, пощастило більше і він досяг американського Тор 50, а твір «Don't Touch Me There» з нього став чималим хітом. Також у цей період завдяки чудовим театральним шоу гурту твір «White Punks On Dope» потрапив до американського чарту синглів. Записавши 1977 року концептуальний лонгплей «The Tubes Now» гурт вирушив у турне Британією. Під час цього турне, на якому проводився запис подвійного концертного альбому «What Do You Want From Live?», Вейбілл, граючи чергового свого героя — панка Джонні Баггера, зламав ногу і був вимушений припинити виступи з гуртом. Ця прикра подія серйозно вплинула на позицію «What Do You Want From Live?» у чартах (у Британії він досяг лише першої сороковки). До того ж слід додати, що цій роботі бракувало візуальне сприйняття виступів Tubes наживо.
Тим часом оскаржені за свій антифімінізм, музиканти вирішили змінити радикальний імідж. Повернувшись до США, вони записали 1979 року під наглядом продюсера Тодда Рандгрена платівку «Remote Control», яка наголосила, що відтоді гурт у своїй творчості надає перевагу музиці, а не театральним елементам. Проте цей альбом, що звучанням трохи нагадував Television, виявився комерційною поразкою і фірма «А & М» вирішила позбутись Tubes.
Однак 1980 року гурту вдалося укласти угоду з солідною фірмою «Capitol». Записаний 1981 року альбом «Completion Backwards Principle» став першим у кар'єрі Tubes, який досяг американського Тор 40, проте запропонований на цій роботі місцями блискучий гумор був скоріше наслідком творчого занепаду, ніж сатиричною винахідливістю музикантів. 1983 року незадовго до зникнення зі сцени Tubes встигли відмітитись у британському Тор 10 твором «She's A Beauty» (не в останню чергу завдяки відео) та в американському Тор 20 альбомом «Outside Inside». Уділивши певний час сольним проєктам, учасники гурту знову зібралися разом, щоб записати черговий лонгплей «Love Bomb». Проте платівка виявилась невдалою і Tubes припинили спільну діяльність (трохи пізніше Велнік приєднався до Grateful Dead).
1993 року Вейбілл, Стін, Андерсон та Прінс, запросивши клавішника Гері Кембра (Gary Cambra) реанімували Tubes і вирушили у велике турне. 1996 року цим складом вони записали платівку «Genius Of America». Також Спунер запропонував сольну роботу — лонгплей «Mall To Mars».

## Дискографія
- 1975: The Tubes
- 1976: Young & Rich
- 1977: The Tubes Now
- 1978: What Do You Want Live?
- 1979: Remote Control
- 1981: The Completion Backward Principle
- 1981: The Best Of The Tubes
- 1981: T.R.A.S.H. (Tubes Rarities & Smash Hits)
- 1983: Outside Inside
- 1986: Love Bomb
- 1986: Prime Time
- 1992: The Best Of Tubes
- 1995: Attack Of The Tubes
- 1996: Genius Of America